# Geissorhiza delicatula
Geissorhiza delicatula ist eine Pflanzenart aus der  Familie der Schwertliliengewächse (Iridaceae).  

## Beschreibung
Es handelt sich um 3 bis 9, selten bis 12 Zentimeter hohe, ausdauernde, krautige Pflanzen. Die Knolle ist rundlich, asymmetrisch abgeflacht, hat einen Durchmesser von 3 bis 8 Millimeter und ist mehrlagig vollständig konzentrisch aufgebaut. Die Hülle ist fest bis weich häutig braun und zerbrechlich.
Das Niederblatt ist braun bis durchsichtig, häutig und gelegentlich deutlich. Die drei bis sechs, aufrecht bis sichelförmig stehenden Blätter sind 1,5 bis 4,5 Millimeter breit, schwertförmig bis linealisch, häufig liegend und kaum mehr als halb so lang wie die Stängel. Zumindest die untersten zwei oder drei Blätter sind grundständig, die oberen sind kleiner und setzen am Stängel an, die obersten ähneln häufig Tragblättern und sind 4 bis 10 Millimeter breit.  
Der Stängel ist aufrecht, einfach oder ein- bis dreifach verzweigt, im letzten Fall entweder vom Ansatz oder den oberen Nodien des Stängels. Der Blütenstand ist eine ein-, selten bis dreiblütige Ähre, die Tragblätter sind 4 bis 8 Millimeter lang; an den Rändern rötlich, aber am oberen Teil häutig und trocken, die inneren ebenso lang wie die äußeren. Die Blüten sind sternförmig und hellviolett, cremefarben am Schlund und in der Blütenröhre. Diese ist 2 bis 3 Millimeter lang, zylindrisch und in die Tragblätter versunken, die Blütenhüllblätter sind 7 bis 12 Millimeter lang, 2,5 bis 4,5 Millimeter breit und umgekehrt eiförmig. Die Staubfäden sind 3 bis 5 Millimeter lang, die Staubbeutel 2,5 bis 3,5 Millimeter lang, der Pollen gelb. Der Fruchtknoten ist 1,5 bis 3 Millimeter lang, der Griffel teilt sich kurz vor der Spitze der Staubbeutel, die einzelnen Verzweigungen sind rund 1,5 Millimeter lang und zurückgebogen.
Die Kapsel ist 4 bis 7 Millimeter lag und schmal umgekehrt-eiförmig.
Blütezeit ist an trockeneren Standorten von August bis September und in höheren Lagen von November bis Dezember.

## Verbreitung
Geissorhiza delicatula findet sich in Südafrika in geschützten Lagen der inneren Berge des südlichen wie westlichen Kaps,  vom Jonas Kop bis zum Swartberg-Pass.

## Systematik
Geissorhiza delicatula gehört zur Sektion Weihea in der Untergattung Weihea. Sie ist eng verwandt mit Geissorhiza inconspicua und Geissorhiza foliosa.

## Nachweise
- Peter Goldblatt: Systematics of the Southern African Genus Geissorhiza (Iridaceae-Ixioideae). In: Annals of the Missouri Botanical Garden. Vol. 72, No. 2, 1985, pp. 277–447